# Johann Jacob d’Avis
Johann Jacob d’Avis (auch: Jakob) (* 18. März 1799 in Oberwesel; † 2. Januar 1857 in Mainz) war ein deutscher Kaufmann und Abgeordneter.
Johann Jacob d’Avis war der Sohn des George d’Avis (1749–1801) und der Elisabeth geborene Gottlob (* 1778). D’Avis, der katholischer Konfession war, heiratete am 30. Dezember 1823 in Mainz Katharina Josepha geborene Heilmann (1790–1865), die Tochter des Matthäus Heilmann aus Hofheim.
Johann Jacob d’Avis war seit 1818 Lehrling im Kolonialwarengeschäft J.A. Glückert und übernahm 1824 das Kommissions- und Speditionsgeschäft von H. Ackermann Sohn. Er war Förderer und erster Präsident des Mainzer Schleppdampfervereins und Vizepräsident der Düsseldorfer Dampfschiffahrtsgesellschaft. Seit 1831 war er Mitglied und 1849 bis 1853 Präsident der Handelskammer Mainz.
Nach der Märzrevolution wurde das Wahlrecht geändert und die Mitglieder der Ersten Kammer der Landstände des Großherzogtums Hessen wurden nun gewählt. Johann Jacob d’Avis wurde im 7. Bezirk Rheinhessen (Mainz, Ober-Olm) in die erste Kammer gewählt und legte 1854 das Mandat nieder.